# Swing Low, Sweet Chariot

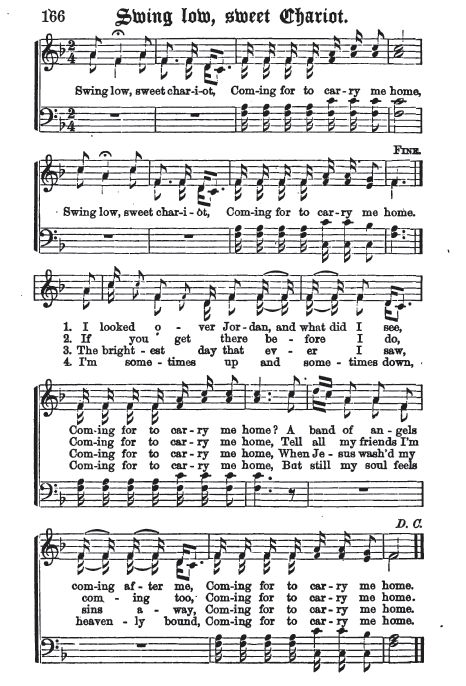
Partition de la chanson (1873)

Swing Low, Sweet Chariot est une chanson de type negro spiritual qui vient des États-Unis. La chanson  a également un lien important avec l'équipe d'Angleterre de rugby à XV et elle est régulièrement chantée lors des matchs de cette équipe.

## Historique
Swing Low, Sweet Chariot a été composée avant 1862 par Wallace Willis, ancien esclave indien choctaw affranchi et vivant dans les anciens territoires indiens. Il s'est inspiré de la rivière Rouge (Mississippi), qui lui rappelait le Jourdain, et du prophète Élie qui aurait rejoint le paradis dans un chariot. Elle peut être interprétée comme un chant de libération des esclaves à travers l'hommage au "chariot", désignant un wagon, permettant à un esclave de s'échapper de son champ et de sa condition[réf. souhaitée].
Certaines sources suggèrent que cette chanson et Steal Away Jesus (aussi composé par Wallace Willis) comportent des références cachées au chemin de fer clandestin (Underground Railroad). C'est toutefois peu probable puisque aucune des deux chansons n'a été entendue en dehors de la nation choctaw jusqu'après la fin de la guerre de Sécession américaine. C'est à cette époque qu'Alexander Reid, pasteur dans une école du territoire choctaw, entend chanter la chanson de Willis et retranscrit les paroles et la mélodie.
Il l'envoie aux Fisk Jubilee Singers (groupe de chanteurs noir-américain des années 1870) de l'Université Fisk à Nashville, Tennessee. Les Fisk Jubilee Singers rendent populaire cette chanson durant leur tournée aux États-Unis et en Europe. Le plus vieil enregistrement connu de cette chanson, par les Fisk Jubilee Singers, date de 1909. Plus tard, d'autres artistes reprendront cette chanson, parfois en l'adaptant, dont Elvis Presley, Eric Clapton ou encore Joan Baez.
Il existe également une version gestuelle de Sweet Chariot qui devient ainsi une chanson à boire.

## Paroles
Version originale
[Chorus]

Swing low, sweet chariot

Coming for to carry me home

Swing low, sweet chariot

Coming for to carry me home

I looked over Jordan and what did I see

Coming for to carry me home

A band of angels coming after me

Coming for to carry me home

[Chorus]

If you get there before I do

Coming for to carry me home

Tell all my friends I'm coming too

Coming for to carry me home

[Chorus]

Sometimes I'm up and sometimes I'm down

Coming for to carry me home

But still my soul feels heavenly bound

Coming for to carry me home

[Chorus]
Traduction française
[Refrain] 

Balance-toi doucement, doux chariot

Venu me porter chez moi

Balance-toi doucement, doux chariot

Venu me porter chez moi

Je regardais le Jourdain et qu'ai-je donc vu

Venu pour me porter chez moi

Une bande d'anges arrivait vers moi

Venue pour me porter chez moi

[Refrain]

Si vous arrivez avant moi

Venu me porter chez moi

Prévenez mes amis que je viens aussi

Venu me porter chez moi

[Refrain]

Parfois je suis bien et parfois déprimé

Venu me porter chez moi

Mais toujours mon âme se sent reliée aux cieux

Venu me porter chez moi

[Refrain]

## Usage dans le rugby à XV
La chanson est chantée pour la première fois au stade de Twickenham pour l'entrée en jeu du joueur noir Martin Offiah lors du Middlesex Sevens en 1987.
Cette chanson fait son apparition pour l'équipe nationale d'Angleterre de rugby à XV lors du dernier match de la saison 1987-1988 contre l'Irlande au Stade de Twickenham. L'Angleterre avait alors perdu 15 de ses 23 derniers matches dans le Tournoi des Cinq Nations et les spectateurs de Twickenham n'avaient vu qu'un seul essai anglais en deux ans. L'Irlande menait 3 points à 0 à la mi-temps, mais les Anglais se réveillèrent en seconde période, et inscrivirent six essais pour gagner 35 à 3. Trois des essais vinrent de Chris Oti, un joueur noir qui faisait ce jour-là ses débuts à Twickenham. Un groupe venu de l'école bénédictine de Douai (en Angleterre) commença à chanter l'hymne gospel favori de leur club de rugby, le Swing Low, Sweet Chariot, en honneur de leur nouveau héros, et tout le stade se joignit à eux. Depuis, les spectateurs anglais entonnent ce chant, devenu l'hymne officieux du XV de la Rose, dès que leur équipe prend le dessus dans un match. L'Équipe d'Angleterre est revenue de sa victoire à la Coupe du monde 2003 en Australie dans un avion où l'on pouvait entendre ce fameux Sweet Chariot.
Depuis 2020 et à la suite du meurtre de George Floyd aux États-Unis, la fédération anglaise de rugby (RFU) se penche sur la question de la discrimination et la diversité dans le rugby anglais. Elle évoque la possibilité d'interdire le chant qui, finalement, ne le sera pas. La RFU décide cependant de ne plus le promouvoir ou l'utiliser, et d'éduquer son public sur le chant et ses racines.
Maro Itoje, joueur et capitaine de l'équipe d'Angleterre de rugby à XV, ne chantera plus cette chanson.

## Évocation littéraire
Dans son ouvrage biographique Mon éducation : Un livre des rêves (1995), l'écrivain William S. Burroughs rêve de la chanson.

Dans la série The office US, le personnage Creed y fait une référence décalée.

## Versions
- Fats Waller, à l'orgue (1938)[6]
- John Serry Sr. avec Tony Mottola et le Joe Biviano Sextette sur l'album Accordion Capers (1947)[7],[8]
- Big Bill Broonzy (1957), pour sa dernière séance d'enregistrement les 12 et 13 juillet 1957.
- Eric Clapton sur l'album There's One in Every Crowd (1975)
- Joan Baez sur l'album From Every Stage (1976)
- Carol Kidd sur l'album Gold (1995)
- The Palata Singers sur l'album Swing Low Swing Chariot (1996)
- Club Artist United sur le vinyle Sweet Chariot (1997)
- She and Him en piste non créditée sur l'album Volume 1 (2008)

et aussi
- Louis Armstrong
- Beyoncé
- Johnny Cash
- Screamin' Jay Hawkins
- Ella Eyre (hymne officiel de l'Équipe d'Angleterre de rugby à XV pour la Coupe du monde de rugby 2015)
- Dizzy Gillespie sous la version Swing Low, Sweet Cadillac

- Al Hirt
- Ladysmith Black Mambazo
- Parliament dans leur chanson Mothership Connection
- Elvis Presley
- Big Mama Thornton

- UB40

Antonín Dvořák cite l’œuvre dans sa Symphonie du nouveau monde (1893)[réf. nécessaire] et Matisyahu dans sa chanson Time of Your Song (2006).